# Noor Tagouri
Noor Tagouri, née le 27 novembre 1993, est une journaliste et militante américano-libyenne.
En 2016, elle devient la première femme musulmane à porter un hidjab en couverture du magazine Playboy.

## Enfance et éducation
Noor Tagouri nait le 27 novembre 1993 aux États-Unis. 
Ses parents sont tous deux originaires de Libye. Sa mère déménage aux États-Unis lorsqu'elle a 11 ans, et son père s'y installe à 27 ans pour faire des études de médecine.
Noor Tagouri grandit dans l'état du Maryland dans une ville qu'elle considère comme étant « extrêmement blanche et conservatrice ». Son cousin et elle étant les seuls musulmans de l'école qu'elle fréquente, Noor Tagouri refuse de porter un hidjab.  
Pour son entrée en classe de seconde, sa famille déménage à Bowie, dans le Maryland. Ses parents l'inscrivent dans un lycée privé musulman dans lequel elle peut exposer sa religion et porter un voile. Elle décide de suivre des cours à domicile pendant sa dernière année de lycée afin d'avoir une longueur d'avance dans sa carrière en commençant à travailler dans un journal local.
Noor Tagouri est diplômée du Prince George's Community College (PGCC) en 2012 avec une mention très bien. Elle obtient un diplôme d'études générales. Elle entre dans l'histoire de l'établissement en devenant la plus jeune étudiante à être choisie comme oratrice de la cérémonie de remise des diplômes : cette 53e cérémonie du PGCC a lieu en 2012. Noor Tagouri a de très bons résultats scolaires et s'investit de manière très active au sein de l'établissement : membre de la Phi Theta Kappa International Honor Society, tutrice en mathématiques, rédactrice pour le journal étudiant Owl, participante au programme Pathways to Student Leadership, représentante des relations publiques pour l'association des étudiants musulmans, fondatrice et présidente du Fit and Green Club, présidente de l'association des étudiants musulmans, coordinatrice des événements du Public Speaking Club ou encore membre du club Amnesty International. 
Elle poursuit ses études et obtient en 2014 un Bachelor of Arts de l'université du Maryland, avec une majeure en journalisme audiovisuel et une mineure en développement international et gestion des conflits,. 

## Carrière
Noor Tagouri commence sa carrière de journaliste lors de ses études. Elle occupe de nombreux emplois à temps partiel et stages dans le domaine du journalisme dans des entreprises telles que ABC et CBS. Elle attribue d'ailleurs une grande partie de sa réussite au réseautage et à l'observation des travailleurs dans le domaine qui l'intéresse.
En 2012, elle partage sur Facebook son rêve d'être la première présentatrice de télévision aux États-Unis avec un hidjab. L'image qu'elle publie circule vite sur Internet. La création du hashtag #LetNoorShine permet aux internautes de soutenir son projet.
Après la mort de Freddie Grey le 12 avril 2015, une chaîne de télévision locale du Maryland envoie Noor Tagouri couvrir les émeutes de Baltimore que le décès du jeune afro-américain a déclenchées. Elle travaille également pour CTV News en tant que reporter pendant près de deux ans. 
Parallèlement, elle autoproduit en 2015 un court documentaire intitulé The Trouble They've Seen : The Forest Haven Story, sur les mauvais traitements infligés aux personnes souffrant d'un handicap mental. Il s'agit d'un projet passionné, qu'elle finance elle-même.  
En juin 2016, la diffusion de son image sur Facebook, ses expériences en journalisme et sa présence sur les médias sociaux lui permettent de recevoir une offre d'emploi de Newsy, un site d'actualités vidéo en ligne basé à Washington, qu'elle rejoint en tant que présentatrice et productrice. 
En octobre 2016, elle devient la première femme musulmane portant le voile à apparaître (entièrement vêtue) dans un numéro du magazine Playboy.
Puis elle commence à travailler sur un documentaire d'investigation sur le commerce du sexe aux États-Unis, intitulé Sold in America, sorti en 2018 et diffusé sur Facebook Watch, Amazon et Hulu. Elle lance simultanément un podcast qui est un spin-off avec des moments encore plus vulnérables. Le message de ces deux films est que les préjudices causés par le commerce du sexe vont bien au-delà du simple sexe, il s'agit de l'absence d'un filet de sécurité sociale pour les personnes en marge des communautés. Le podcast est téléchargé plus de 1,5 million de fois. Elle remporte en 2019 le Gracies Award de la meilleure série d'investigation.
En 2019, Noor Tagouri s'associe à Pulse Films pour créer une nouvelle émission documentaire, In America With Noor, qui explore un large éventail de sujets controversés et la façon dont ils affectent la vie et la culture américaines quotidiennes. Elle lance également sa propre société de production, At Your Service (AYS).
En 2020, elle lance Podcast Noor. Il s'agit d'une série d'interviews en podcast qu'elle a créée sous l'égide de AYS afin d'aller au-delà des faits marquants et de plonger dans l'esprit de personnes qu'elle considère comme étant parmi les plus fascinantes au monde.
En 2022, elle lance Rep, un podcast produit par sa société de production, At Your Service, en partenariat avec iHeartMedia. Dans ce podcast, Noor Tagouri enquête sur les représentations des musulmans dans la politique, la culture et l'opinion publique, ainsi que la manière dont ces perceptions influencent à leur tour les musulmans. 

## Activités caritatives
En 2018, Noor lance avec sa mère, Salwa Tagouri, la fondation ISeeYou, une organisation à but non lucratif dont l'objectif est de réduire le nombre de sans-abri au niveau local tout en restaurant dignité et respect. 

## Vie privée
Elle est mariée depuis 2017 à Adam Khafif. En 2019, il cofonde At Your Service avec sa femme. 